# Cesário Lange (ort)
Cesário Lange är en ort i Brasilien.   Den ligger i kommunen Cesário Lange och delstaten São Paulo, i den sydöstra delen av landet, 800 km söder om huvudstaden Brasília. Cesário Lange ligger 597 meter över havet och antalet invånare är 15 547.
Terrängen runt Cesário Lange är platt. Runt Cesário Lange är det ganska tätbefolkat, med 124 invånare per kvadratkilometer.. Närmaste större samhälle är Pereiras, 16,9 km norr om Cesário Lange.
Omgivningarna runt Cesário Lange är huvudsakligen savann.